# Comedy Queen
Comedy Queen és una pel·lícula dramàtica sueca del 2022 dirigida per Sanna Lenken. Es va estrenar el 12 de febrer de 2022 a la secció Generació de la Berlinale, on va rebre l'Os de Cristall a la millor pel·lícula de la Generació Kplus. S'ha subtitulat al català.

## Sinopsi
La pel·lícula tracta sobre el procés de dol de la Sasha (Sigrid Johnson), de tretze anys, la mare de la qual s'ha suïcidat. Per consolar el seu pare i fer-lo riure de nou, la Sasha decideix convertir-se en monologuista. D'aquesta manera, es mostra com la tristesa i la ira es poden transformar a través de l'humor.